# Nadir

Diagrama mostrant la relació entre l'observador, el zenit, el nadir i els diferents horitzons.

El nadir (de l'àrab ندير nadir o نظير nathir, 'oposat') és la intersecció entre la vertical de l'observador i l'esfera celeste que queda per sota de l'observador. La paraula Nadir en àrab: (نادر) té un significat que es tradueix com a rar. És la direcció que apunta directament per sota d'una ubicació concreta; és a dir, és una de les dues direccions verticals en una ubicació especificada, ortogonal a una superfície plana horitzontal.  O siga, si imaginem una recta que passa pel centre de la Terra i per la nostra ubicació en la seua superfície, el nadir es troba sobre eixa recta, per sota dels nostres peus.
En direcció contrària, just per sobre de l'observador, es troba el zenit, que seria el nadir per a un observador situat en un punt antípoda de la nostra ubicació.

## Etimologia
Tot i que va entrar a l'anglès a través d'altres llengües europees, la paraula nadir és en última instància un manlleu àrab. Prové de la paraula àrab nazir, que significa oposat a. Més concretament, es va originar a partir de la frase àrab nazir as-samt, que significa [la] direcció oposada.

## Definicions

Aquest diagrama representa un satèl·lit observant la llum solar retrodispersada en la geometria de visualització del nadir.

### Ciència espacial
Com que el concepte d’estar per sota és en si mateix una mica vague, els científics defineixen el nadir en termes més rigorosos. Concretament, en astronomia, geofísica i ciències relacionades (per exemple, meteorologia), el nadir en un punt donat és la direcció vertical local que apunta en la direcció de la força de la gravetat en aquesta ubicació.
El terme també es pot utilitzar per representar el punt més baix que un objecte celeste arriba al llarg de la seva trajectòria diària aparent al voltant d'un punt d'observació determinat (és a dir, la culminació inferior de l'objecte). Això es pot utilitzar per descriure la posició del Sol, però només és tècnicament precís per a una latitud alhora i només és possible a les latituds baixes. Es diu que el Sol es troba al nadir en una ubicació quan es troba al zenit a l’antípoda de la ubicació i està 90° sota l'horitzó.
El nadir també fa referència a la geometria de visió orientada cap avall d'un satèl·lit en òrbita, com la que s'utilitza durant la teledetecció de l'atmosfera, així com quan un astronauta mira cap a la Terra mentre realitza una caminada espacial. Una imatge nadir és una imatge de satèl·lit o una foto aèria de la Terra presa verticalment. Una trajectòria terrestre d'un satèl·lit representa la seva òrbita projectada fins al nadir sobre la superfície de la Terra. Una imatge del nadir és una imatge de satèl·lit o fotografia aèria de la Terra presa verticalment. La trajectòria terrestre d'un satèl·lit representa la seva òrbita projectada en el nadir de la superfície terrestre.

### Medicina
Generalment en medicina, el nadir s'utilitza per indicar la progressió fins al punt més baix d'un símptoma clínic (per exemple, patrons de febre) o un recompte de laboratori. En oncologia, el terme nadir s'utilitza per representar el nivell més baix d'un recompte de cèl·lules sanguínies mentre un pacient està sotmès a quimioteràpia. Un diagnòstic de nadir neutropènic després de la quimioteràpia sol durar de 7 a 10 dies.
En neurologia denota quan un símptoma o un conjunt de símptomes comencen a desaparèixer en obstetrícia el seu ús es refereix a les forces de les contraccions uterines o nivells hormonals i en oncologia es refereix al més sota recompte hematològic (leucòcits, eritròcits i plaquetes) d'un pacient donat en un període determinat posterior a un tractament.

### Ús figuratiu
La paraula també s'utilitza figurativament per significar un punt baix, com ara l'ànim d'una persona, la qualitat d'una activitat o professió, o el punt més baix de les relacions racials americanes.

## Història
En l'antiguitat, el concepte de nadir va tenir un profund significat en diverses cultures, especialment a la Mesopotàmia, on les civilitzacions sumèria, acadia, babilònica i assíria compartien una cosmovisió en la qual els moviments astronòmics i les forces còsmiques jugaven un paper central en l'organització social i religiosa.
El nadir, en termes astronòmics, es refereix al punt més sota del cel, oposat al zenit, o punt més alt. Aquest concepte s'utilitzava no sols en l'observació dels astres, sinó també com un símbol de descens, del subterrani o de la relació entre el terrenal i el diví. En moltes cultures mesopotàmiques, els déus i forces còsmiques associades amb l'inframón es vinculaven amb el nadir, ja que representava el domini dels morts, les forces del caos i el regne de les ombres.
Les representacions de l'inframón a la Mesopotàmia, com en les llegendes de la deessa Ereixkigal i el viatge de Inanna a l'inframón, estan profundament influenciades per aquest concepte astronòmic. Es creia que el descens al nadir o a l'inframón representava la mort, el cicle de renovació i el viatge cap al desconegut. A més, en la mitologia babilònica, el nadir simbolitzava la connexió amb el profund de la terra, un lloc associat tant amb la fertilitat com amb el càstig diví.
D'altra banda, els astrònoms mesopotàmics utilitzaven l'observació del nadir per a mesurar les posicions dels cossos celestes i per a predir esdeveniments astronòmics que influirien en l'agricultura i en l'organització de la societat. Aquest coneixement va contribuir a la creació de calendaris i a la planificació de cerimònies religioses vinculades amb els cicles naturals.

## Altres ciències
- En medicina, el nadir s'usa per fer referència al recompte hematològic (leucòcits, eritròcits i plaquetes) més baix per a un pacient donat en un període determinat. Per exemple, alguns pacients en tractament amb quimioteràpia tindran un recompte de neutròfils nadir  una setmana després de començar el tractament definit a causa de la supressió de la medul·la.[25]
- En literatura, el nadir és el moment en què l'heroi arriba al seu punt més baix moralment.
- En cinema es diu nadir al tipus de plànol pres des de baix del subjecte de forma vertical. Una llum nadiral consisteix a il·luminar una figura de baix a dalt i aconseguir una il·luminació tètrica i esgarrifós (o bé provinent de fonts de llum com les fogueres).
- En astrologia assenyala el punt més baix d'una carta natal, també anomenat en llatí Imum Coeli (Fons del Cel), que coincideix amb la cúspide de la casa IV.
- En arquitectura és una pedra vertical col·locada per assenyalar un punt important, si es col·loquen dos nadirs prou a prop el nadir en si, perd sentit des del punt de vista arquitectònic i es torna en columna, el que importa ara és l'espai entre els nadirs, (cosa que es camina), és el primer esbós d'una porta, només caldrà afegir una pedra horitzontal (azimut) per crear un dolmen; que és l'essència de l'arquitectura des del punt de vista constructiu.